# Евророма
Евророма (болг. Евророма) — политическая партия в Болгарии (сокращённо Евророма (болг. Евро-Рома)).
Партия создана в 1998 году. Представляет интересы болгарских цыган, однако не является этнической партией — членство открыто для любого гражданина Болгарии, разделяющего цели и задачи партии. Более 30 % руководства партии — этнические болгары.
Принимала активное участие в выборах 2005 года, где получила 1,3 % голосов.

## Си. также
- Официальная страница партии Архивная копия от 31 мая 2008 на Wayback Machine
- bg:Парламентарни избори в България 2005